# Ethereal wave
Ethereal wave (também chamado de etheric wave, ethereal goth ou ethereal) é um termo que descreve um sub-gênero da música dark wave. Ethereal wave é descrito como "gótico", "romântico" e "sobrenatural". Foi desenvolvido no início dos anos 80 no Reino Unido como consequência do rock gótico. O ethereal wave foi representado principalmente por bandas da gravadora 4AD como Cocteau Twins, This Mortal Coil e Dead Can Dance.
Na segunda metade da década de 1980 o gênero continuou a se desenvolver nos Estados Unidos, atrelado à estilos como dream pop, rock alternativo, música ambiente e indie.

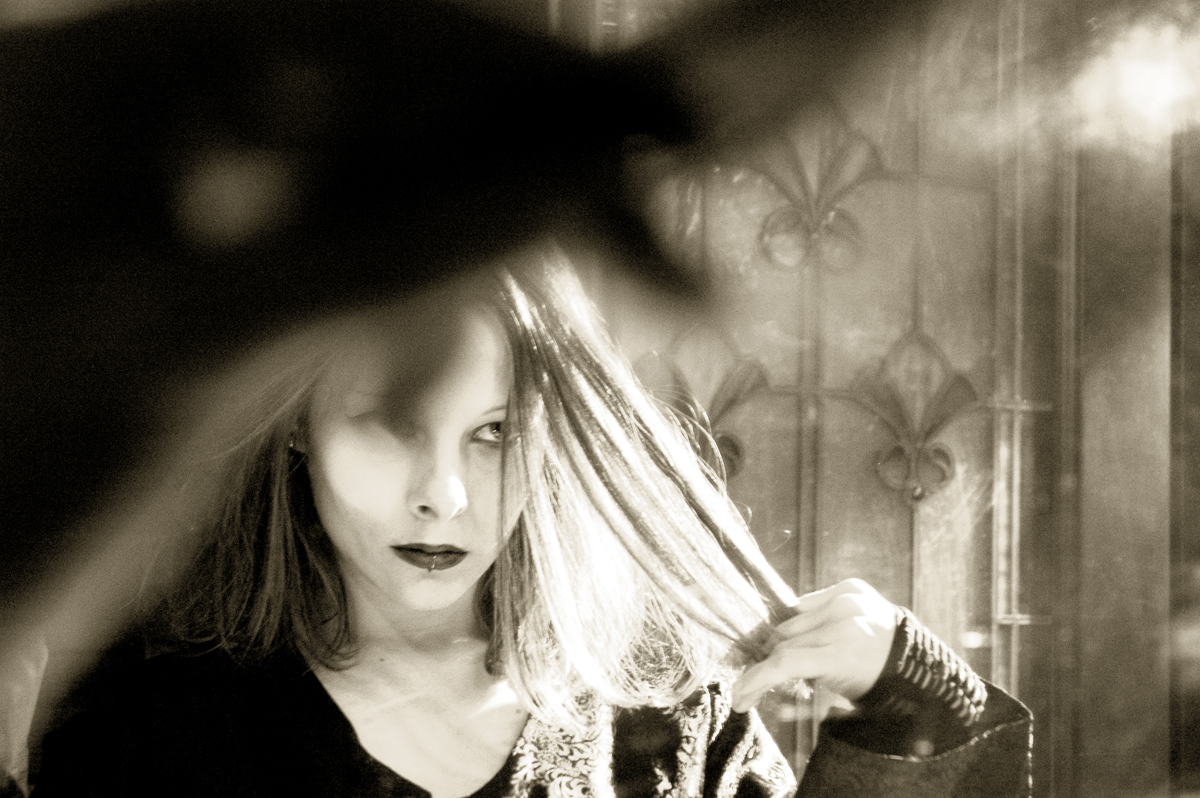
Estética ethereal, intimamente relacionada à obra de Nigel Grierson (4AD)

O ethereal wave foi uma das principais inspirações para a cena britânica de dream pop e shoegaze do final dos anos 80. Há sobreposições entre estes gêneros.

## Características do estilo
A característica que define o estilo é a sonoridade "etérea" — o uso de efeitos com reverbs e paisagens sonoras de guitarra, principalmente baseado na tonalidade menor (que revela uma atmosfera "celestial", sombria e melancólica), linhas de baixo frequentemente orientadas para o pós-punk e vocais femininos de registro alto (às vezes operísticos e com conteúdo lírico difícil de decifrar), muitas vezes intimamente entrelaçado com estética romântica e imagens Pré-Rafaelitas.
Outra característica significativa é o uso extensivo de bateria eletrônica, típico de muitas produções da 4AD e inicialmente estabelecido pelo álbum Garlands de Cocteau Twins e o primeiro trabalho de Dead Can Dance, embora o uso de bateria eletrônica (conhecida pelo termo em inglês drum machine) seja comum em estilos musicais como rock gótico e dark wave. Guitarras acústicas muitas vezes são combinadas com guitarras elétricas e baixos, às vezes são usadas para criar uma sensação mais orientada para o folk (por exemplo, Love Spirals Downwards).
Além das raízes pós-punk e rock gótico do gênero, algumas bandas etéreas como Lycia e Soul Whirling Somewhere foram igualmente influenciadas por música ambiente e música orientada para trilha sonora ou por texturas mais tradicionais de rock progressivo.